# رجینا (گروه موسیقی)

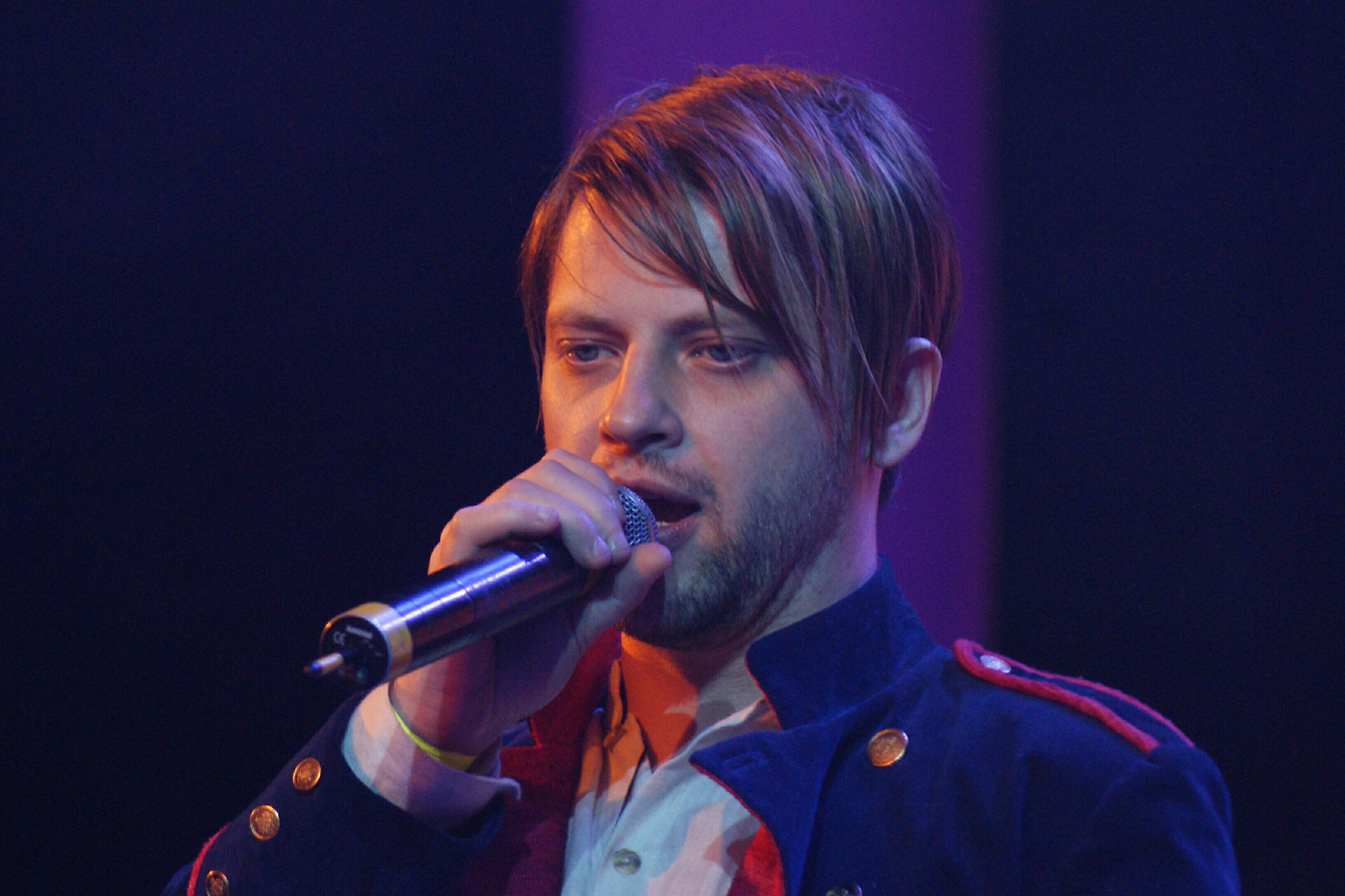
Davor Ebner 2009

رجینا (به انگلیسی: Regina) گروه موسیقی اهل بوسنی و هرزگوین است.
آن ها در مسابقه آواز یوروویژن ۲۰۰۹ نماینده بوسنی و هرزگوین بودند.